# Vũ Đức Trung
Vũ Đức Trung là một nhà điều hành công nghệ và phóng viên đài phát thanh Việt Nam, 33 tuổi tính đến tháng 10 năm 2014. Ông là một thành viên của phong trào tôn giáo Pháp Luân Công.

## Phát sóng
Bắt đầu từ tháng 4 năm 2009, Vũ Đức Trung và anh rể Lê Văn Thành đã phát các chương trình phát thanh sóng ngắn bằng tiếng Trung trên Mạng âm thanh Hy vọng từ trang trại của họ ở thị trấn Thạch Lợi, gần Hà Nội.. Trong các chương trình, họ đã nói với các thính giả Trung Quốc về Pháp Luân Công, vốn bị cấm ở Trung Quốc vào năm 1999.
"Các chương trình phát sóng của SOH vào Trung Quốc đại lục giúp phá vỡ sự độc quyền của Đảng Cộng sản Trung Quốc (ĐCSTQ) được bảo vệ độc quyền về tin tức và thông tin", Đại Kỷ Nguyên cho biết. "Chương trình của SOH thường xuyên thảo luận về lịch sử bạo lực và giết người hàng loạt của ĐCSTQ ở Trung Quốc, vi phạm nhân quyền, tham nhũng chính thức, các cuộc biểu tình chống lại chế độ, và Pháp Luân Công và cuộc đàn áp đang diễn ra ở Trung Quốc." 

## Bắt giữ
Trung và Thanh đã bị bắt vào tháng 4 năm 2011, khiến các phóng viên không biên giới (RSF) phản đối. Tổ chức này buộc tội rằng chính phủ Việt Nam đang thực hiện đấu thầu chính phủ Trung Quốc. "Tầm với của Bắc Kinh không dừng lại ở biên giới Trung Quốc", phát ngôn viên của RSF Gilles Lordet nói. "Phóng viên không biên giới đã biết rằng chính phủ Trung Quốc đã gây áp lực thành công cho chính quyền Việt Nam để bắt giữ hai người, Vũ Đức Trung và Lê Văn Thành." 
Lúc đầu chính quyền đã nộp đơn tố cáo hành chính đối với hai người, nhưng sau đó họ đã nâng cấp tội danh thành cáo buộc hình sự.
Chính phủ Việt Nam cáo buộc Trung và Thanh "vi phạm các quy định truyền thông quốc tế và làm tổn hại mối quan hệ giữa Hà Nội và Bắc Kinh", một người họ hàng của họ, Phạm Thanh Trung, cho biết những người đàn ông đã không thảo luận về chính trị trên các chương trình phát thanh của họ, chỉ tôn giáo.
Một luật sư Hà Nội, Trần Đình Triển, nói rằng các cáo buộc hình sự đối với những người đàn ông là vi hiến và vi phạm các giao ước nhân quyền quốc tế mà Việt Nam là một bên ký kết. Ông nói rằng theo luật pháp Việt Nam, hai người đàn ông chỉ phạm tội hành chính kêu gọi phạt tiền, không phải là tội hình sự có thể biện minh cho việc bỏ tù hoặc tịch thu thiết bị.
"Sử dụng một đài phát thanh để giúp các thành viên khác của Pháp Luân Công là điều bị cấm ở Trung Quốc, nhưng chưa có ở Việt Nam," Trien nói. Ông cũng bác bỏ "ảo tưởng" rằng tuyên bố rằng các chương trình phát sóng của nam giới sẽ gây tổn hại cho quan hệ Việt Nam - Trung Quốc. "Việt Nam không thể áp dụng các biện pháp tương tự mà Trung Quốc áp dụng đối với các thành viên Pháp Luân Công", ông nói. RSF bày tỏ lo ngại rằng các vụ bắt giữ phản ánh sự tăng trưởng về ảnh hưởng chính trị của Trung Quốc đối với các nước láng giềng.

## Thử nghiệm
Trung và Thanh ban đầu là do phiên tòa xét xử vào ngày 8 tháng 4 năm 2011  Phiên tòa đã bị hoãn và dời lại ngày 6 tháng 10 năm 2011. Sau đó nó lại bị hoãn lại. Đó là lần hoãn thứ hai trong sáu tháng, Một đại diện của Đại sứ quán Hoa Kỳ tại Hà Nội đã ra tòa để tham dự phiên tòa dự kiến vào tháng 10 năm 2011 đã bị hoãn lại. Tòa án giải thích việc hoãn tháng 10 năm 2011 là một phản hồi cho yêu cầu từ Cục Quản lý Tần số Vô tuyến.
Vào ngày 6 tháng 10 năm 2011, Freedom House đã lên án "việc Trung Quốc sử dụng áp lực ngoại giao để tham gia vào các cuộc đàn áp hơn nữa đối với các nhóm thiểu số tôn giáo và hạn chế quyền tự do ngôn luận bên ngoài biên giới" và kêu gọi Việt Nam bãi bỏ các cáo buộc chống lại Trung và Thanh và giải phóng họ.

## Cuộc biểu tình
Các cuộc biểu tình ủng hộ hai bị cáo được tổ chức vào đầu tháng 10 năm 2011 tại các thành của Mỹ như thành phố New York, Washington, DC, San Francisco, Los Angeles và Houston, cũng như ở Úc.
Vào ngày 8 tháng 11 năm 2011, khoảng 30 thành viên Pháp Luân Công đã tổ chức một cuộc biểu tình ủng hộ Trung và Thanh. Họ đã bị cảnh sát giam giữ và đuổi đi bằng xe buýt.

## Phán quyết và kết án
Hai người đàn ông đã bị kết án trong một phiên tòa tóm tắt vào ngày 10 tháng 11 năm 2011, bởi Tòa án Nhân dân Tối cao Việt Nam. Họ bị kết tội theo một phần của bộ luật hình sự cấm "việc truyền thông tin bất hợp pháp trên mạng viễn thông". Luật sư của họ, Trần Điện Triên, được yêu cầu thể hiện bất kỳ luật nào cấm phát sóng vào Trung Quốc, nhưng không nhận được phản hồi. Cùng ngày, Trung và Thanh bị kết án tù lần lượt ba năm và hai năm vì phát sóng trái phép sang Trung Quốc.

## Phản hồi
RSF gọi các bản án được cho hai người đàn ông là "khắc nghiệt và thái quá", nói rằng "Việc truyền tải các chương trình không có giấy phép mà không phải bằng tiếng Việt cũng không nhắm vào khán giả Việt Nam không nên được coi là bất kỳ hành vi vi phạm hành chính nào. Phán quyết này cho thấy chính quyền đang truyền tải sự tức giận của các đối tác Trung Quốc, những người là mục tiêu của những lời chỉ trích được thể hiện trong các chương trình phát thanh. " RSF kêu gọi "cộng đồng quốc tế gây áp lực lên chính phủ Việt Nam" về việc phát hành ngay lập tức hai người đàn ông, mà RSF mô tả là một phần của "cuộc đàn áp đang gia tăng" ở Việt Nam đối với các nhà báo và blogger.
Tổ chức Theo dõi Nhân quyền (HRW) gọi các bản án chống lại Trung và Thanh "vi phạm quyền tự do ngôn luận. Phil Robertson, phó giám đốc châu Á của HRW, nói, "Việt Nam không nên vi phạm nhân quyền và trừng phạt công dân của chính họ chỉ vì hoạt động của họ làm mất lòng Trung Quốc." 
Phát ngôn viên Pháp Luân Công Erping Zhang gọi ngày phán quyết có tội của đàn ông là "ngày buồn cho Việt Nam", thêm vào đó các chương trình phát sóng của họ "hoàn toàn không có gì để làm hại xã hội Việt Nam hoặc vi phạm pháp luật Việt Nam". Ông nói thêm, "Kết án Trung và Thanh vào tù trong một phiên tòa xét xử là không biết xấu hổ và tạo tiền lệ nguy hiểm cho chính phủ Việt Nam dẫn đến áp lực của Đảng Cộng sản Trung Quốc." 